# Rosalinda L. Orosa
Rosalinda L. Orosa (Manila, Filipinas, 1923) es una reconocida periodista, escritora y crítica artística filipina, declarada hispanista, que también ha escrito mucho en esta lengua, defendiendo su pervivencia en su país. Fue miembro y directora de la Academia Filipina de la Lengua Española y ganadora del premio Zobel, que también habían obtenido sus propios padres, los eminentes médicos y escritores Sixto Y. Orosa y Severina Luna de Orosa. Hoy en día, con más de 90 años de edad, sigue escribiendo profusa y asiduamente para el diario The Manila Times. Una de sus hermanas fue la coreógrafa Leonor Orosa.

## Biografía
Rosalinda Orosa nació en Manila, donde sus padres estaban destinados en el hospital. Pertenece a una saga familiar muy relacionada con la cienca y el arte, desde sus propios padres, pasando por su tía María y por su hermana Leonor, entre otros.
Rosalinda se licenció en la Universidad de Filipinas, en Manila, y enriqueció sus estudios de literatura y gramática española en la Universidad de México. Posteriormente se ha dedicado siempre al periodismo, escribiendo para importantes periódicos de su país como The Manila Times, el Daily Express, el Manila Chronicle y el Philippine Star. 
Al mismo tiempo ha participado y escrito en múltiples foros sobre literatura y arte. Por ejemplo, ha sido miembro del jurado que debía decidir por el mejor artículo periodístico en los Premios Internacionales de Periodismo Rey de España (España).
Su pasión por el arte la ha llevado a promocionar numerosos artistas filipinos noveles, como Cecile Licad, Aurelio Estanislao, Santiago Yangco o Manuel Baldemor, entre otros.

## Publicaciones (selección)
- 1980. "Above the Throng" (“Sobre la multitud”), considerada una gran obra de imprescindible lectura para los amantes de la cultura y el arte.
- 1965. Filipinas y México : colección de discursos y conferencias pronunciados con ocasión de la celebración del año amistad México-Filipina en el cuarto centenario de la llegada de la expedición mexicana en filipinas.,[6] con Octavio L. Malotes y José Rodríguez

## Premios y reconocimientos (selección)
- 2007. Premio de periodismo “Quijano de Manila”[7][8]
- 2005. Premio Lifetime Achievement concedido a 30 mujeres excepcionales por la presidenta filipina Gloria Macapagal Arroyo
- 2001. Orden del Mérito del Gobierno de Francia.[9]
- 2001. Cruz del Mérito del Gobierno de Alemania.
- 2000. Mujer del año, concedido por The International Biographical Center, de Cambridge (Inglaterra)
- 1989: Premio Zobel, por su apoyo a la lengua española.